# Murat Chabaczirow
Murat Chabaczirow, ros. Мурат Хабачиров  (ur. 14 maja 1988) – rosyjski judoka, wicemistrz Europy. 
Startuje w kategorii wagowej do 81 kg. Zdobywca srebrnego medalu mistrzostw Europy w Czelabińsku (2012).